# Benedetto Pola
Benedetto Pola (né le 17 avril 1915 à Borgosatollo, dans la province de Brescia, en Lombardie et mort le 1er août 2000 dans la même ville) est un coureur cycliste italien. Il est notamment champion du monde de vitesse amateur en 1934.

## Biographie
De 1933 à 1937, Benedetto Pola remporte quatre fois le titre de champion d'Italie de vitesse amateur. En 1934, il devient champion du monde de cette discipline en battant en finale le Néerlandais Arie van Vliet, futur champion du monde et champion olympique.
Lors des Jeux olympiques de 1936 à Berlin, il concourt à la vitesse et au kilomètre. Il prend la quatrième place dans ces deux disciplines.
En 1937, il remporte le Grand Prix de Paris amateur. Il devient professionnel l'année suivante, et le reste jusqu'en 1947. Il remporte le championnat d'Italie de vitesse professionnel en 1938.
Bruno Loatti, Italo Astolfi et lui sont entrainés par Francesco Verri,.

## Palmarès sur piste

### Jeux olympiques
- Berlin 1936
  - 4e du kilomètre
  - 4e de la vitesse

### Championnats du monde
- Leipzig 1934
  -  Champion du monde de vitesse amateurs

### Championnats nationaux
- Champion d'Italie de vitesse amateur en 1933, 1934, 1936 et 1937
- Champion d'Italie de vitesse professionnel en 1938

### Autre compétition
- Grand Prix de Paris amateur en 1937

## Palmarès sur route
- 1931
  - Gran Premio San Gottardo